# Ouaoula (kommun)
Ouaoula (franska: Ouaoula (CR), Ouaoula (Commune Rurale), arabiska: امليل) är en kommun i Marocko.   Den ligger i provinsen Azilal och regionen Béni Mellal-Khénifra, i den nordöstra delen av landet, 240 km söder om huvudstaden Rabat. Antalet invånare är 22 013.